# GP506
"GP506"는 2008년에 개봉한 대한민국의 영화이다.

## 줄거리
노성규 상사는 군대 동료와 함께 노 상사의 아내에게 마지막 작별 인사를 하고 있다. 나중에 차 안에서 노 상사의 동료는 노 상사에게 군에서 명령한 임무를 알린다. 한반도 비무장 지대 내의 GP 506으로 가서 그곳에서 발생한 이상한 사건을 조사하라는 것이다.
21시 7분, 노 상사는 약 1시간 후에 GP 506에 도착한다. 사무실로 가는 길에 그는 보일러실을 지나는데, 벽에 피로 "모두 죽여라"는 글이 쓰여 있다. 그는 시신이 발견된 오락실로 안내되고, 방 안에 흩뿌려진 피의 양에 충격을 받는다.
현재, 노 상사는 경계 초소 기록을 확인하고 최근 누군가가 무기를 통제하고 있음을 알아차린다. 모든 개인 무기는 무기고에 보관되었고 막사에는 없었는데, 이는 이례적인 일이었다. 병사 중 한 명이 노 상사에게 발전기실에서 또 다른 생존자를 찾았다고 보고한다. 이 생존자는 자신을 유라고 말한다.
노 상사는 상사에게 전화로 보고하는데, 상사는 노 상사의 반대에도 불구하고 유를 데려오라고 한다. 조사가 아직 완료되지 않았고 아침에 정리반이 도착하면 강제로 종료될 것이기 때문이다. 노 상사는 더 이상 상사의 말을 듣기를 거부하고 전화를 끊는다. 그런 다음 그는 식당에서 유를 찾아 나서지만, 그곳에 없음을 발견한다.
노 상사는 강 일병의 개인 기록을 읽고 그가 문제를 일으키는 사람이었음을 알지만, 강 일병이 미쳐서 살육을 벌일 만한 사람은 아니라고 생각한다. 그는 유의 일기를 꼼꼼히 살핀다.
현재, 의무병은 시신과 함께 돌아오고 강 일병은 위독한 상태에 빠진다. 의무병이 제세동을 포함한 소생 시도에도 불구하고 강 일병은 사망한다. 그들이 이야기하는 동안, 김 상병은 자신들이 있던 의무실로 마 병장이 걸어오는 어두운 실루엣을 보았다고 주장한다. 그는 정신없이 유에게 그림자를 가리켰다. 유는 기절하고 깨어나자 김 상병이 죽어있는 것을 발견한다. 그는 모든 탄약과 실탄을 압수한다.
현재, 의무병은 초소 구급실에서 충분한 양이 있어야 할 감기약을 찾을 수 없다. 한편, 곽 일병과 그의 동료는 보초 근무를 위해 파견된다. 병사들은 몸에 붉은 발진이 나타나는 것을 알아차리기 시작한다.
몇 시간 안에 506 부대원들을 괴롭혔던 질병은 새로운 부대원들에게도 나타날 것이다. 의무병은 광견병과 유사한 바이러스가 부대원들을 감염시켜 폭력적으로 변하게 하고 서로 죽이게 한다고 추측하지만, 감염이 어떻게 확산되는지는 알지 못한다. 게다가, 그것은 모든 발진이 사라지고 의식이 정상으로 돌아오는, 완전히 정상적인 건강한 사람들처럼 보이는 완화 기간을 가지고 있지만, 아이러니하게도 그 기간이 가장 위험하다. 여러 번의 완화 기간이 지난 후, 발진이 온몸에 나타나고 심지어 농양이 흘러나와 매우 폭력적으로 변한다.
노 상사가 일기에서 단서를 찾던 중, 그는 갑자기 자신들이 인터뷰했던 병사가 사실은 의무병이며, 유 중위가 아니라는 것을 발견한다.
의무병이 구급차에 몰래 들어가 죽은 강 일병을 보러 갔던 또 다른 회상에서, 마침내 의무병이 모든 것에 대해 거짓말을 했음이 밝혀진다. 김 상병은 사실 유 중위에게 살해당했고, 유 중위가 다른 사람들과 함께 숲으로 나갔던 것이지 마 병장이 아니었다. 그러나 유 중위는 의무병에게 그의 잘못에 대해 상부 관계자들을 오도하도록 보고서를 다시 쓰게 했다.
권 중위가 구급차에서 내리자마자 그는 갑자기 병사에게 발각되고, 병사가 좀비형 괴물로 변한 것을 알아차린 후 그를 죽인다. 권 중위는 초소를 탈출하려 하지만, 노 상사가 권 중위가 운전하던 구급차에 총격을 가하기 시작하자 방벽에 부딪힌다. 노 상사가 권 중위의 진짜 정체를 알아차린 후 권 중위는 다시 체포된다. 그러나 땅에 쓰러진 사망한 병사가 몸이 반으로 찢어졌음에도 불구하고 병사 중 한 명을 공격하기 시작한다. 노 상사는 사망한 병사에게 여러 번 총을 쏘지만, 헤드샷으로만 그를 죽인다. 권 중위는 묶이고, 진짜 유 중위가 신비한 바이러스로 소대 전체를 감염시켰다는 비난을 받았던 때를 회상한다.
노 상사, 의무병, 방 중위, 그리고 병장들은 질병 때문에 남은 병사들을 모아 검사를 한다. 의무병은 발진 유무에 따라 병사들을 나눈다. 그러나 노 상사가 감염된 자들에게 무기를 벗고 넘겨주라고 명령하자, 그들은 거부하고 현장에 있던 병사들은 대치한다. 한편, 발전기실에 묶여 있던 권 중위는 결박과 씨름하다가 일시적으로 전력을 차단하여 벙커를 암전시킨다.
노 상사는 권 중위로부터 진실을 알게 되자 분노하여 그를 폭행한다. 권 중위가 진실을 숨기고 살고 싶다는 이기적인 이유로 인해 자신의 부대원들과 노 상사 일행이 죽게 되었기 때문이다. 권 중위는 HQ가 그들이 미친 개처럼 죽어가고 있을 때 그들을 신경 쓰지 않았다고 반박한다. 나중에 빗줄기를 바라보던 노 상사는 가족사진을 만지다가 끔찍한 결심을 한다. 그는 바이러스를 막기 위해 자신을 포함한 모든 생존자를 죽이기로 결정한다. 그러나 의무병은 그것이 대량 학살이라고 말하며 노 상사에게 맞서지만, 노 상사는 소매를 걷어붙이고 의무병이 감염되었음을 발견한다. 그리고 노 상사 자신도 감염되었다. 그는 사무실로 가서 벙커 열쇠를 찾는다. 나가면서 그는 한 구석에서 흐느끼는 소리를 듣고 윤 상사를 발견한다. 그는 윤 상사가 감염되었음을 발견하고 그를 쏜다. 나중에 그는 권 중위에게도 향하여 결국 05시 56분에 그를 죽인다.
이 일병은 병사들에게 노 상사를 찾으라고 명령하는데, 노 상사는 벙커의 모든 방, 통로, 복도에 등유를 흘리고 있다. 06시 25분, 노 상사는 남은 등유를 모두 샤워실에 흘린다. 잠시 후, 이 일병과 병사들은 샤워실에서 노 상사를 궁지에 몰아넣는다. 노 상사를 죽일 수 없었던 이 일병은 그에게 자신들과 합류하여 질병이 전혀 발생하지 않았다고 부인하기를 원한다.
의무병이 대치에 개입하자, 노 상사와 의무병은 병사 3명을 죽이고 노 상사는 부상을 입는다. 의무병은 결국 탄약이 떨어져 이 일병에게 총을 맞아 죽는다. 결국 한 명의 병사만 생존하고, 그가 GP 506을 탈출하기 위해 문을 열자, 그의 행동은 노 상사가 설치한 부비트랩을 작동시켜 그를 죽이고 폭발과 화재로 지역을 황폐화시킨다. 06시 57분, 벙커로 접근하던 병사들은 안전을 위해 즉시 땅에 엎드리고, GP 506은 연기가 나는 폐허로 변한다.
영화는 강 일병이 바이러스와 질병, 그리고 재앙을 해결하는 방법: 506 부대원들을 모두 죽이는 것에 대해 설명하는 마지막 녹음을 보여준다. 그리고 강 일병이 불타는 초가 꽂힌 케이크를 막사로 가져오고, 곧이어 총을 쏘아 모두를 죽이는 장면으로 끝난다.

## 캐스팅
- 천호진 : 헌병 수사관 노성규 원사 역
- 조현재 : 가짜 유정우 중위/ 의무병 권정민 상병 역
- 이영훈 : 강진원 상병 역
- 이정헌 : 군의관 역
- 김병철 : 윤 하사 역
- 이승훈 : 선임하사 역
- 신현탁 : 정 이병 역
- 최규환 : 수색소대장 역
- 이철희 : 곽 상병 역
- 도병철 : 최 군견병 역
- 구성환 : 변 운전병 역
- 유태성 : 김 의무병 역
- 민성욱 : 조 상황병 역
- 이원 : 백 상병 역
- 노재환 : 이 병장 역
- 이태검 : 안 상병 역
- 권일 : 민 운전병 역
- 김방률 : 구 일병 역
- 박준혁 : 유정우 중위 (과거대원) 역
- 문영동 : 부GP장 (과거대원) 역
- 김대령 : 정 병장 (과거대원) 역
- 설성민 : 박 상병 (과거대원) 역
- 황지노 : 마 병장 (과거대원) 역
- 양기원 : 주 병장 (과거대원) 역
- 조진웅 : 취사병 (과거대원) 역
- 김성범 : 최 일병 (과거대원) 역
- 문재원 : 김 일병 (과거대원) 역
- 여민구 : 윤 상병 (과거대원) 역
- 손병호 : 박 대령 역 (우정출연)
- 박원상 : 복구대장 역 (우정출연)
- 이동운 : 박 대령 부관 역 (우정출연)